# Dorfkirche Rauen

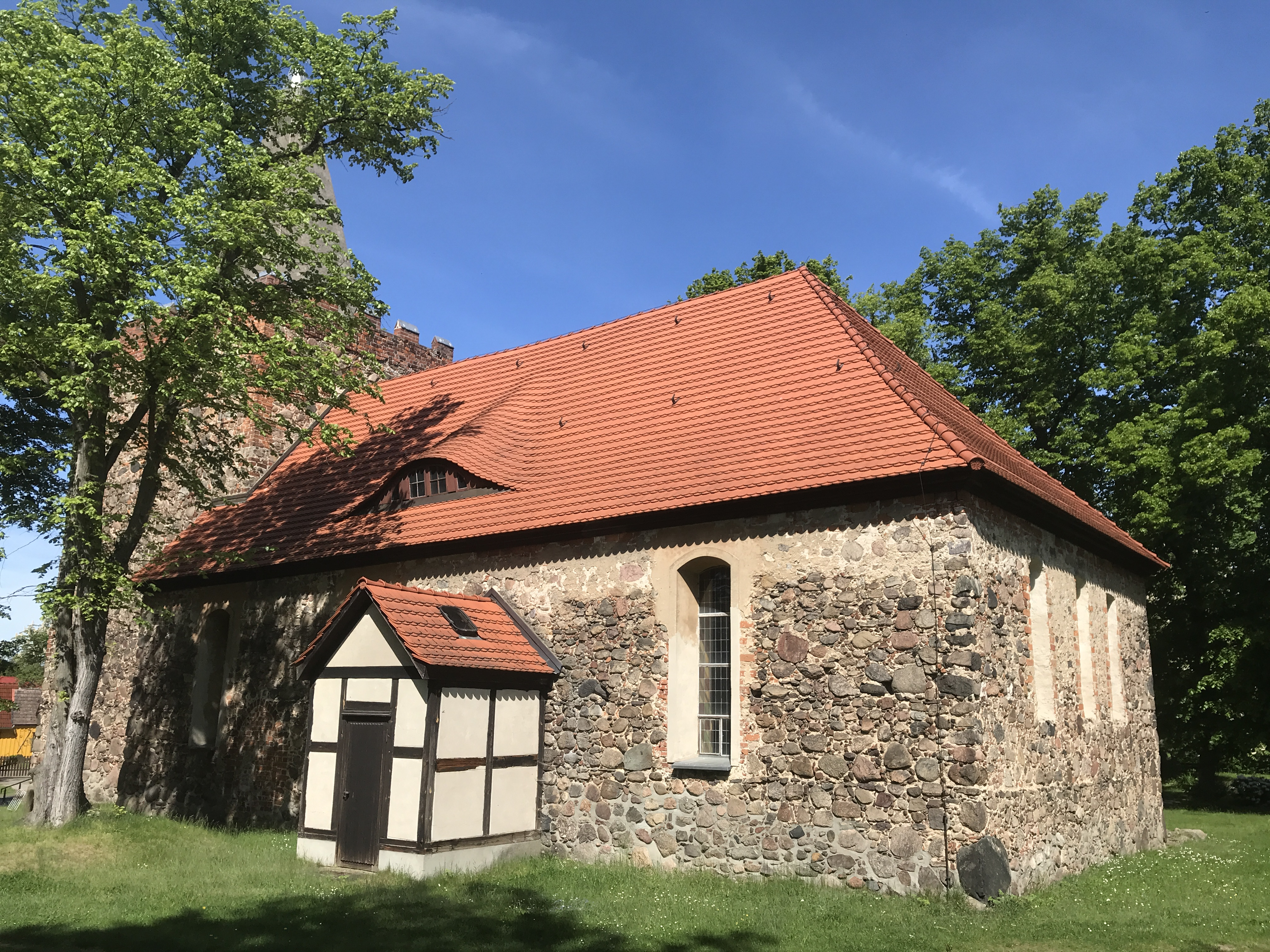
Dorfkirche Rauen

Die evangelische Dorfkirche Rauen ist eine Feldsteinkirche aus der ersten Hälfte des 15. Jahrhunderts in Rauen, einer Gemeinde im Landkreis Oder-Spree im Land Brandenburg. Die Kirchengemeinde gehört zum Kirchenkreis Oderland-Spree der Evangelischen Kirche Berlin-Brandenburg-schlesische Oberlausitz.

## Lage
Die Chausseestraße führt von Norden kommend auf den historischen Dorfkern zu. Dort zweigt die Ketschendorfer Straße nach Osten ab. Die Kirche steht südöstlich dieser Kreuzung auf einem leicht erhöhten, nicht eingefriedeten Grundstück.

## Geschichte
Über das Baujahr der Kirche existieren unterschiedliche Angaben. Das Dehio-Handbuch spricht davon, dass der Sakralbau in der ersten Hälfte des 15. Jahrhunderts entstand. Vor der Kirche ist jedoch eine Tafel aufgestellt, laut derer das Bauwerk „wahrscheinlich um 1400“ auf den Fundamenten eines Vorgängerbaus entstand. Für einen Vorgängerbau spricht die Angabe „1278“ auf der Wetterfahne sowie die erste urkundliche Erwähnung der Gemeinde aus dem Jahr 1285. Die Informationstafel spricht weiterhin von einer Wehrkirche – dafür gibt es bislang jedoch keine Nachweise. Widersprüchliche Angaben gibt es auch zum Umbau der Fenster am Kirchenschiff. Die Tafel spricht von einer Vergrößerung „um 1750“, während im Dehio-Handbuch das Jahr 1681 angeben wird. Zu einer bislang nicht bekannten Zeit rissen Handwerker eine Sakristei an der Nordostseite des Bauwerks ab. 1995 sanierten Dachdecker das Satteldach.

## Baubeschreibung

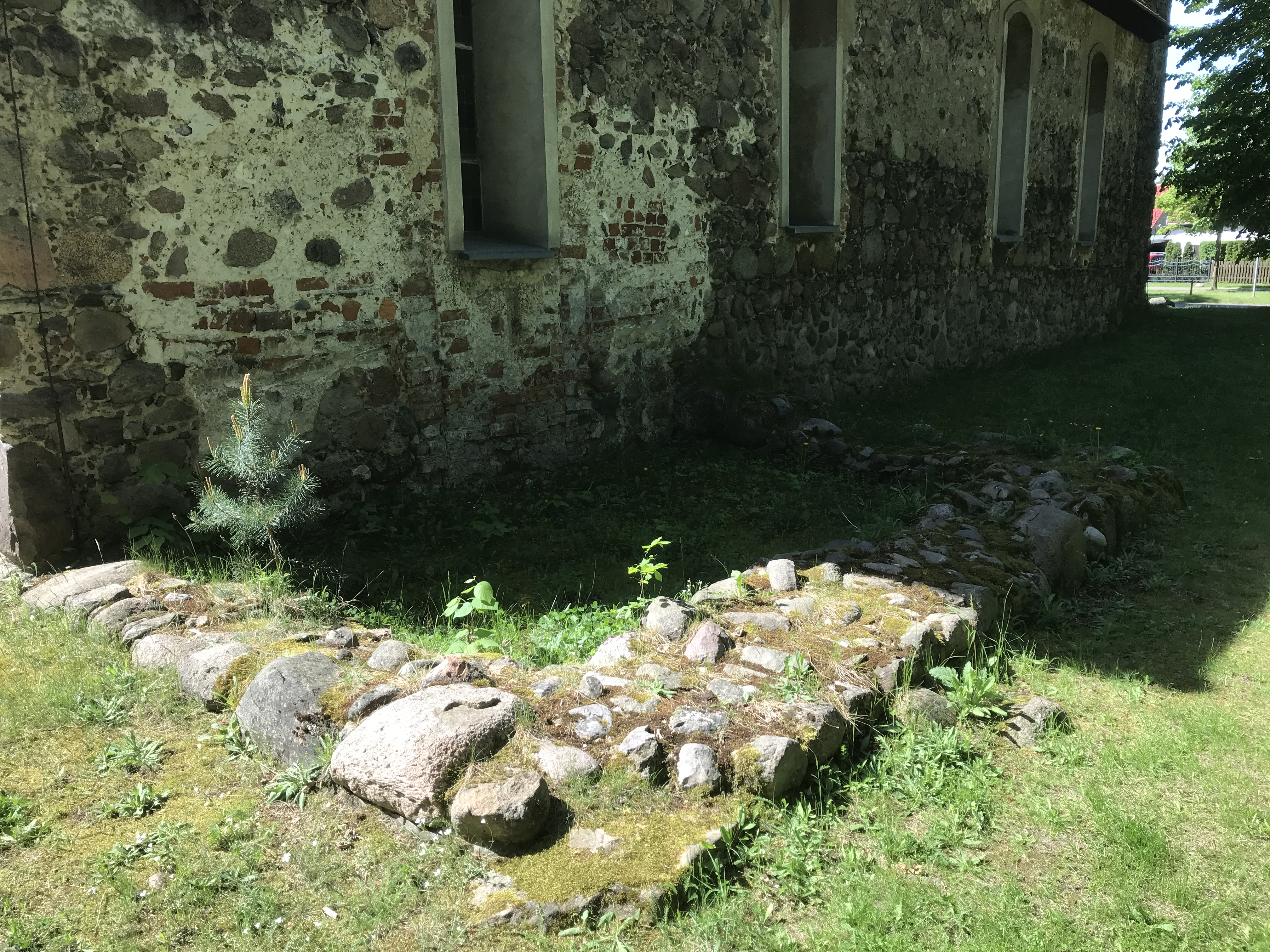
Fundamentreste einer Sakristei

Das Bauwerk wurde im Wesentlichen aus Feldstein errichtet, der unbehauen und nicht lagig geschichtet wurde. Einzelne Ausbesserungsarbeiten erfolgten mit rötlichem Mauerstein. Der Chor ist gerade und nicht eingezogen. An der Ostseite ist eine Dreifenstergruppe verbaut, die jedoch entgegen der Angabe auf der Informationstafel vermutlich nicht aus der Bauzeit stammen dürfte. Dafür sprechen die Ausbesserungsarbeiten sowie die nachgearbeiteten Laibungen der Fenster. An der Nord- und Südwand ist je ein hohes, bienenkorbförmiges Fenster. Unterhalb des Nordfensters sind die Überreste einer Pforte erkennbar, durch die zu einem früheren Zeitpunkt die Sakristei betreten werden konnte.
Das Kirchenschiff hat an seiner Nordwand drei vergleichbare Fenster. An der Südwand sind dies im Langhaus nur zwei Öffnungen. An Stelle des östlich gelegenen Fensters ist hier ein kleiner, rechteckiger Anbau, der aus Fachwerk entstand. Er trägt ein schlichtes Satteldach, das mit Biberschwanz gedeckt ist. Ausweislich der Informationstafel war dieser Zugang für die Gläubigen aus Ketschendorf und Petersdorf gedacht. Zwischen dem westlich gelegenen und dem mittleren Fenster sind die Reste einer mit Mauersteinen zugesetzten, spitzbogenförmigen Gemeindepforte erkennbar. Das Schiff hat ebenfalls ein Langhaus, das nach Osten hin abgewalmt ist. Im Dach sind an der Südseite eine Fledermausgaube.
Der querrechteckige, leicht einzogene Westturm kann durch ein großes, zweifach getrepptes und in rotem Mauerstein gearbeitetes Portal betreten werden. Im unteren Geschoss sind keine weiteren Öffnungen, was zu der Annahme einer Wehrkirche verleiten mag. An der Westseite sind im mittleren Geschoss die Reste einer zugesetzten, segmentbogenförmigen Öffnung erkennbar. Sie ist leicht ausmittig nach Süden verschoben. Gleiches gilt für je eine spitzbogenförmige Blende mit einer eingelassenen Öffnung, die sich oberhalb an der Nord- und Westseite befindet. Beide Arbeiten wurden mit Mauersteinen ausgeführt. Das Turmgeschoss aus Mauerstein wurde in westlicher Richtung mit drei jeweils paarweise angeordneten Rundblenden ausgeführt. Darin ist mittig eine Klangarkade. Je eine weitere Schallöffnung ist an der Nord- und Südseite. Oberhalb eines Mauersteinzinnenkranzes ist ein achteckiger Helm, der mit einer Wetterfahne und Wetterhahn abschließt.

## Ausstattung
Zur Kirchenausstattung gehören vier Schnitzfiguren, die aus einem Altar aus der Zeit um 1480/1490 stammen. Sie zeigen Maria mit dem Jesuskind, einen Bischof sowie die heilige Dorothea und Laurentius von Rom. Die Fünte ist spätmittelalterlich, rund ausgeformt und hat eine kelchförmige Kuppa. An der Ostwand befindet sich eine Sakramentsnische aus dem Jahr 1514; daneben konnten Experten 1996 die Überreste eine Rankenmalerei sichern. Ein Holzleuchter stammt aus der Zeit um 1800.
Neben einer Empore mit einer Sauer-Orgel aus dem Jahr 1976 ist das Bauwerk in seinem Innern mit einer flachen Balkendecke versehen. Im Turm hängen zwei Glocken, die in den Jahren 1920 bzw. 1952 gegossen wurden.